# Rudi van Eyck
Rudi Herman Antonius (Rudi) van Eyck (Paramaribo, 9 september 1939 - Gouda, 3 juli 2011) was een Surinaams-Nederlands basketballer, musicus en reisondernemer. Hij won meermaals de landstitel en speelde voor het Surinaamse basketbalteam. Sinds de tweede helft van de jaren 1960 woonde hij in Nederland. Hij bleef betrokken bij basketbal en zijn vaderland en was daarnaast zanger en gitarist.

## Biografie

### Basketbalcarrière in Suriname
Van Eyck werd in 1939 in Paramaribo geboren. Als zoon van de voorzitter van de Surinaamse Basketbal Bond (SBB) zag hij vanaf jonge leeftijd basketbalwedstrijden, met spelers als André Kamperveen, Ronny Rens, Henk Chin A Sen en Otmar Sibilo. Vooral het spel van Chin A Sen, de latere president van het land, boeide hem zeer. Na afloop van de wedstrijden veegde Van Eyck met leeftijdsgenoten het veld aan en tussendoor speelden ze zelf een wedstrijdje.
Het gezin verhuisde van de Keizerstraat naar de Weidestraat. Door de langere reistijd stopte hij een tijdje met basketbal. Hij kreeg echter heimwee naar de sport, en zijn terugkeer betekende de inluiding van een serieuze basketbalcarrière.
Hij was ijverig en gedisciplineerd en had hoogtepunten als speler in eigen land en vanaf oktober 1957 met het jeugdteam tegen buitenlandse teams.  Tijdens zeven gewonnen wedstrijden op rij tegen topteams uit Guyana werd Van Eyck een van de topscorers en verkreeg de bijnaam smooth passer. Met CLD vertrok hij in augustus 1958 naar de Nederlandse Antillen, waar hij met zijn club tien maal won. Hij scoorde opnieuw veel en werd door zijn team benoemd tot subcaptain. Hij speelde jarenlang interlands voor de nationale selectie en werd geprezen om zijn spel tijdens de voorronden van de Olympische Spelen in Bologna. Met CLD werd hij in 1965 landskampioen in een finale tegen Indepediente en prolongeerde deze titel jarenlang met de club. Van Eyck werd in deze jaren tot de beste basketballers van Suriname gerekend en was meerdere jaren topscorer in de competitie.

### Nederland
Voor zijn inkomen was hij hoofdonderwijzer van beroep. Vanaf de tweede helft van de jaren zestig woonde hij in Nederland. Om zijn vaderland te helpen met de opbouw, richtte hij een reisbureau op met tours naar Suriname.
Hij bleef in Nederland actief in het basketbal, als speler voor Azimma uit Amsterdam en de Surinaamse Vrienden Kring (Suvrikri). Samen met het All Star-team uit Aalsmeer ging hij geregeld naar Suriname voor vriendschappelijke wedstrijden. Verder was hij coach voor de club Alexandria uit Rotterdam.
Daarnaast was hij zanger en gitarist. Hij speelde onder meer mee in het orkest van Glenn Weisz, die een van zijn boezemvrienden was en hem als een multitalent herinnert. Van Eyck speelde muziek tot op hoge leeftijd, zoals in 2011 tijdens een jamsessie met Oscar Harris.
Medio 2011 overleed hij in een ziekenhuis, nadat hij op straat een hartstilstand had gekregen. Rudi van Eyck is 71 jaar oud geworden. Na zijn vader en hijzelf, zijn ook zijn kleinzonen Dylan en Ryan basketballers. Zij spelen (jeugd)interlands voor Nederland en Ryan komt uit in het Amerikaanse universiteitsbasketball.